# 北鯖江站
北鯖江站（日语：／ Kita-Sabae eki）是位於福井縣鯖江市下河端町，屬於福井幸福鐵道的Hapi-line Fukui線車站。

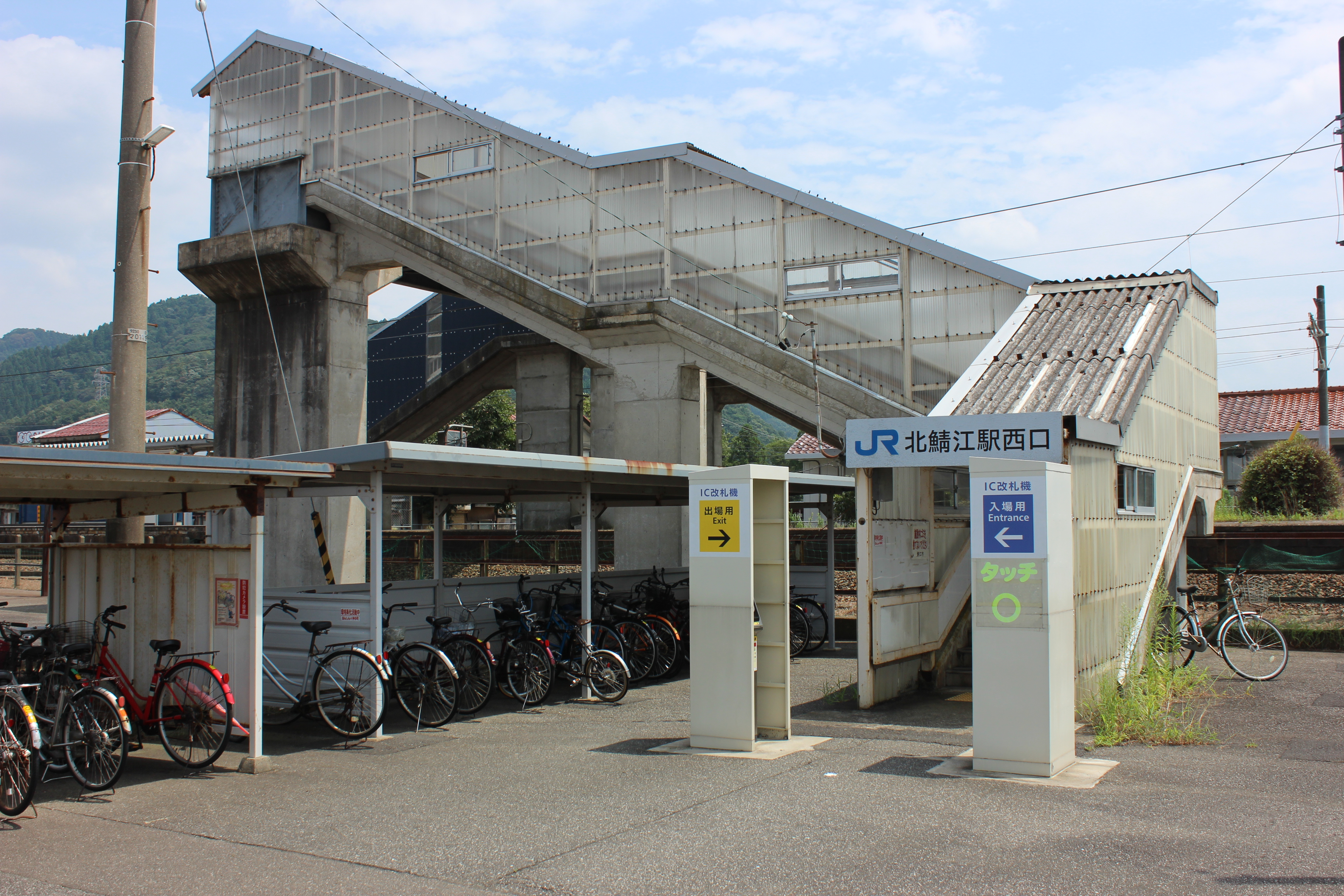
西口及其驗票閘機(2024年5月)

## 歷史
- 1955年（昭和30年）5月1日 - 國鐵北陸本線鯖江站至大土呂站之間開設此站（旅客車站）。
- 1971年（昭和46年）3月25日 - 終止行李起卸業務。
- 1987年（昭和62年）4月1日 - 伴隨國鐵分割民營化，車站由西日本旅客鐵道（JR西日本）營運。
- 2018年（平成30年）9月15日 - 此站可以使用ICOCA[1][2]。
- 2024年（令和6年）3月16日 - 隨北陸新幹線延伸至敦賀，車站改由福井幸福鐵道營運。

## 車站構造
本站是地面車站，設有1面2線的島式月台。站房位於路軌東邊，透過跨線橋與月台連接。跨線橋後方可前往另一車站出入口，名為「西口」。
此站是由福井幸福鐵道管理的無人車站。車站旁邊設有廁所。部分月台地台被升高。月台上的候車室内設有自動售票機和IC卡增值機（站內沒有以上兩款機種）。此站旁邊和「西口」側兩處皆設有IC卡專用的簡易閘機。

### 月台
| 月台 | 路線               | 上下行 | 方向           |
| ---- | ------------------ | ------ | -------------- |
| 1    | ■Hapi-line Fukui線 | 上行   | 敦賀方向       |
| 2    | ■Hapi-line Fukui線 | 下行   | 福井、金澤方向 |

## 使用狀況
根據「福井縣統計年鑑」，在2018年（平成30年）度，1日平均乘車人次為526人。以下列出近年1日平均乘車人次：
| 年度   | 一日平均 乘車人次 |
| ------ | ----------------- |
| 1997年 | 363               |
| 1998年 | 371               |
| 1999年 | 365               |
| 2000年 | 416               |
| 2001年 | 412               |
| 2002年 | 401               |
| 2003年 | 367               |
| 2004年 | 355               |
| 2005年 | 363               |
| 2006年 | 367               |
| 2007年 | 365               |
| 2008年 | 406               |
| 2009年 | 401               |
| 2010年 | 411               |
| 2011年 | 428               |
| 2012年 | 424               |
| 2013年 | 449               |
| 2014年 | 471               |
| 2015年 | 467               |
| 2016年 | 477               |
| 2017年 | 518               |
| 2018年 | 526               |

## 巴士路線
東出口
- 鯖江市社區巴士「杜鵑巴士（日语：つつじバス）」（「JR北鯖江站東出口」巴士站）
  - 片上・北中山線：前往公立丹南醫院（日语：公立丹南病院）、神明站（先經中河小學校，只限平日服務）、高年大學（先經吉谷，只限平日服務）

西出口
- 福井鐵道福鐵巴士（「JR北鯖江站」巴士站）
  - 鯖浦線（首班車）：前往織田，前往鰈崎（かれい崎）行（只限平日服務）
- 鯖江市社區巴士「杜鵑巴士」（「JR北鯖江站西出口」巴士站）
  - 幹線：經神明站前往鯖江站
  - 神明線：經神明站前往公立丹南醫院

## 車站周邊
近車站大樓的東邊為住宅區，設有小型迴旋路。西邊設有以下工廠。兩邊設有停單車場和停車場（收費），西邊的停車場較大。
- 東部工業團地（染色團地）
  - Marusanai 總部、工廠
  - Urase 總部、工廠
  - Takedalace 染色事業部
  - 北陸纖維工業 工廠
  - 北陸化工 工廠（步兵團遺址）
- I‧tec
- 北陸自動車道 北鯖江停車區
- AL.PLAZA鯖江（日语：アル・プラザ鯖江）

## 相鄰車站
Hapi-line Fukui
■Hapi-line Fukui線
快速
通過
普通
鯖江－北鯖江－大土呂

## 註腳
1. 1 2   (PDF) (新闻稿). 西日本旅客鉄道金沢支社. 2018-05-30  [2020-09-13]. （原始内容存档 (PDF)于2019-05-28） （日语）.
2. ↑  . 福井新聞. 2018-05-31  [2018-06-04]. （原始内容存档于2018-06-04） （日语）.
3. ↑  福井縣統計年鑑 （页面存档备份，存于）（日語）
4. ↑   (PDF). 福井県.   [2020-05-10]. （原始内容 (PDF)存档于2021-11-03） （日语）.

## 外部連結
- 北鯖江站 - Hapi-line Fukui （页面存档备份，存于）（日語）